# Michael Beasley
Michael Paul Beasley (Frederick, 9 gennaio 1989) è un cestista statunitense.

## Biografia
Michael Beasley è nato il 9 gennaio 1989 a Frederick (Maryland). Figlio di Fatima Smith e Michael Beasley sr., ha due fratelli, Leroy Ellison e Malik Smith, e due sorelle, Mychaela Beasley e Tiffany Couch. È inoltre fratellastro del cestista DerMarr Johnson. Ha una figlia, Mikaiya, nata nel maggio 2009, e un figlio, Michael lII, nato nel novembre 2010.
È alto 208 cm e pesa 107 chili. È soprannominato “The Beast” (la bestia) o B-Easy (per assonananza con il suo cognome), può giocare sia da ala piccola che da ala grande ed è ambidestro.

## Carriera

### High school
Ha militato nei PG Jaguars, una delle squadre giovanili della AAU più importanti. Ha vinto numerosi campionati nazionali con i Jaguars. In seguito si è trasferito ai DC Assault, sempre in AAU.
In questo periodo ha frequentato ben 6 licei: Bowie High School (Bowie), National Christian Academy (Fort Washington), The Pendleton School (Bradenton), Riverdale Baptist School (Upper Marlboro), Oak Hill Academy (Mouth of Wilson) e Notre Dame Preparatory School (Fitchburg).
Il 26 giugno 2006 viene inserito nella squadra nazionale ideale degli under-18. Chiude i Campionati americani under-19 2006, svoltisi ad Austin (Texas), con una media di 13,8 punti e 8,3 rimbalzi a partita. Nel 2006 è quinto in classifica per numero di rimbalzi a partita nei tornei under 18 e terzo giocatore nella classifica globale degli under 18, entrando così nel libro dei record.
È stato inoltre convocato per il McDonald's All-American Game, del quale è stato eletto MVP.

### College
Nel 2007 si è iscritto all'Università statale del Kansas. Nella sua prima stagione ha disputato 24 partite, con una media di 25,7 punti a partita e 12,6 rimbalzi a partita. Ha inoltre stabilito il nuovo record di doppie doppie come freshman, precedentemente appartenente a Carmelo Anthony. Anthony aveva un record di 22 doppie doppie, stabilito nella stagione 2003-04 a Syracuse. Beasley ha stabilito un nuovo record di 28 doppie doppie. Beasley ha guidato i Kansas State Wildcats ad un record di 18-6, con una vittoria contro Oklahoma, una contro Texas A&M e una contro University of Kansas.
Ha in seguito deciso di rendersi eleggibile per il Draft 2008.

### NBA e CBA
Il 26 giugno 2008, al Draft NBA, viene selezionato dai Miami Heat come seconda scelta assoluta dietro solo a Derrick Rose. Firma con gli Heat il successivo 2 luglio. L'8 luglio fa il suo debutto in Summer League, realizzando 28 punti, 9 rimbalzi e 2 assist in 23 minuti. Chiude la Summer League secondo in rimbalzi e terzo in punti. Durante la preparazione ufficiale con gli Heat, ha ricevuto una gomitata al petto da un compagno non identificato. Dopo alcuni esami, ha ripreso ad allenarsi il giorno seguente con delle contusioni al petto, senza però partecipare ad allenamenti di contatto; aveva subito una leggera incrinazione dello sterno, e ha ripreso ad allenarsi regolarmente due giorni dopo. Al suo debutto in preseason, segna 16 punti contro i Detroit Pistons. Nelle partite successive ha realizzato 21 punti e 7 rimbalzi, 12 punti e 14 rimbalzi, 12 punti e 6 rimbalzi, 19 punti ma nessun rimbalzo, 14 punti e 3 rimbalzi e 19 punti e 9 rimbalzi.
Nella notte di apertura della stagione NBA 2008-09 ha realizzato 9 punti nella sconfitta contro i New York Knicks. Nelle successive 9 partite consecutive è sempre andato in doppia cifra, incluso un season-high di 25 punti, realizzati il 1º novembre in una sconfitta contro gli Charlotte Hornets. Dopo l'eliminazione degli Heat al primo turno dei play-off, è stato annunciato che Beasley ed il compagno di squadra Mario Chalmers erano stati multati più volte per violazioni del regolamento della squadra. Durante la stagione 2009-10 viene sempre schierato titolare. Il 19 febbraio 2010 guida gli Heat alla vittoria contro i Memphis Grizzlies, segnando un career-high di 30 punti, uniti a 8 rimbalzi. Chiude la stagione con 14,8 punti e 6,4 rimbalzi di media a partita. Nell'eliminazione degli Heat al primo turno di play-off contro i Boston Celtics, chiude con 10,4 punti e 5,8 rimbalzi di media.

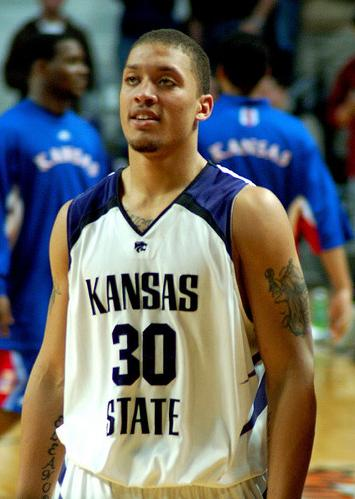
Beasley durante una partita con l'Università del Kansas

Il 12 luglio 2010 viene ceduto ai Minnesota Timberwolves in cambio di due seconde scelte nel draft 2011 e 2014 ed una somma in denaro. La sua cessione è stata una manovra economica fatta dagli Heat per liberare spazio salariale per firmare LeBron James, Dwyane Wade e Chris Bosh. Il 10 novembre 2010 realizza un career-high di 42 punti (insieme a 9 rimbalzi), guidando i Timberwolves nella vittoria contro i Sacramento Kings. Chiude la stagione con 19,2 punti di media, classificandosi tra i primi 20 della lega. Il 6 gennaio 2012, nella partita contro i Cleveland Cavaliers, si sloga il piede, saltando 11 partite. Poco dopo il rientro dall'infortunio, realizza 34 punti contro gli Houston Rockets. Chiude la stagione 2011-12 con 11,5 punti di media.
Il 5 luglio 2012 firma un contratto triennale da 18 milioni di dollari con i Phoenix Suns. In questo periodo decide di allenarsi con il due volte campione NBA Norm Nixon per migliorare le sue prestazioni. Il 7 novembre 2012 realizza 21 punti, 15 rimbalzi e 7 assist, nella vittoria per 117-110 contro gli Charlotte Hornets. Il 30 gennaio 2013 realizza un season-high di 27 punti, con 6 rimbalzi e 5 palle rubate, nella vittoria per 92-86 contro i Los Angeles Lakers. Il 3 settembre 2013, a causa dei nuovi problemi con la marijuana, viene tagliato dai Suns.
L'11 settembre 2013 firma un contratto annuale con gli Heat, facendo così ritorno in Florida. Durante la stagione trova però pochissimo spazio, chiudendo con 7,9 punti, 3,1 rimbalzi e 0,7 assist a partita.
Il 25 settembre 2014 firma un contratto non garantito con i Memphis Grizzlies. Il 9 ottobre viene tagliato dai Grizzlies e firma un contratto annuale con gli Shanghai Sharks, squadra militante in CBA. Durante l'All-Star Game della CBA segna 59 punti in uscita dalla panchina, realizzando il record di punti nell'All-Star Game della CBA. Chiude la sua stagione con una media di 28,6 punti, 10,4 rimbalzi, 5,2 assist e 1,9 palle rubate di media in 37 partite, ma gli Sharks non riescono a qualificarsi ai play-off.
Il 26 febbraio, dopo aver rescisso il suo contratto con gli Sharks, firmò un contratto di dieci giorni con i Miami Heat, facendo ritorno per la terza volta a Miami. Ridebuttò con gli Heat il giorno successivo contro i New Orleans Pelicans, realizzando 7 punti e 2 rimbalzi. Il 18 marzo viene confermato per la stagione. Il 21 febbraio 2019, dopo avero militato in altre quattro compagini della NBA (Houston Rockets, Milwaukee Bucks, New York Knicks e Los Angeles Lakers), Beasley torna in Cina firmando con i Guangdong Tigers.

## Statistiche

### NCAA
| Anno      | Squadra      | PG | PT | MP   | TC%  | 3P%  | TL%  | RP   | AP  | PRP | SP  | PP   |
| --------- | ------------ | -- | -- | ---- | ---- | ---- | ---- | ---- | --- | --- | --- | ---- |
| 2007-2008 | KSU Wildcats | 33 | 32 | 31,5 | 53,2 | 37,9 | 77,4 | 12,4 | 1,2 | 1,3 | 1,6 | 26,2 |
| Carriera  | Carriera     | 33 | 32 | 31,5 | 53,2 | 37,9 | 77,4 | 12,4 | 1,2 | 1,3 | 1,6 | 26,2 |

#### Massimi in carriera
- Massimo di punti: 44 vs Baylor (23 febbraio 2008)[3]
- Massimo di rimbalzi: 24 vs California State-Sacramento (9 novembre 2007)
- Massimo di assist: 4 vs California State-Sacramento (9 novembre 2007)
- Massimo di palle rubate: 3 (3 volte)
- Massimo di stoppate: 4 vs California State-Sacramento (9 novembre 2007)
- Massimo di minuti giocati: 38 (2 volte)

### NBA

#### Regular season
| Anno      | Squadra            | PG  | PT  | MP   | TC%  | 3P%  | TL%  | RP  | AP  | PRP | SP  | PP   |
| --------- | ------------------ | --- | --- | ---- | ---- | ---- | ---- | --- | --- | --- | --- | ---- |
| 2008-2009 | Miami Heat         | 81  | 19  | 24,8 | 47,2 | 40,7 | 77,2 | 5,4 | 1,0 | 0,5 | 0,5 | 13,9 |
| 2009-2010 | Miami Heat         | 78  | 78  | 29,8 | 45,0 | 27,5 | 80,0 | 6,4 | 1,3 | 1,0 | 0,6 | 14,8 |
| 2010-2011 | Minnesota T'wolves | 73  | 73  | 32,3 | 45,0 | 36,6 | 75,3 | 5,6 | 2,2 | 0,7 | 0,7 | 19,2 |
| 2011-2012 | Minnesota T'wolves | 47  | 7   | 23,1 | 44,5 | 37,6 | 64,2 | 4,4 | 1,0 | 0,4 | 0,4 | 11,5 |
| 2012-2013 | Phoenix Suns       | 75  | 20  | 20,7 | 40,5 | 31,3 | 74,6 | 3,8 | 1,5 | 0,4 | 0,5 | 10,1 |
| 2013-2014 | Miami Heat         | 55  | 2   | 15,1 | 49,9 | 38,9 | 77,2 | 3,1 | 0,7 | 0,4 | 0,4 | 7,9  |
| 2014-2015 | Miami Heat         | 24  | 1   | 21,0 | 43,4 | 23,5 | 76,9 | 3,7 | 1,3 | 0,6 | 0,5 | 8,8  |
| 2015-2016 | Houston Rockets    | 20  | 0   | 18,2 | 52,2 | 33,3 | 77,6 | 4,9 | 0,8 | 0,6 | 0,5 | 12,8 |
| 2016-2017 | Milwaukee Bucks    | 56  | 6   | 16,7 | 53,3 | 41,9 | 74,3 | 3,4 | 0,9 | 0,5 | 0,5 | 9,4  |
| 2017-2018 | N.Y. Knicks        | 74  | 30  | 22,3 | 50,7 | 39,5 | 78,0 | 5,6 | 1,7 | 0,5 | 0,6 | 13,2 |
| 2018-2019 | L.A. Lakers        | 26  | 2   | 10,7 | 49,0 | 17,6 | 71,8 | 2,3 | 1,0 | 0,3 | 0,4 | 7,0  |
| Carriera  | Carriera           | 609 | 238 | 22,8 | 46,5 | 34,9 | 75,9 | 4,7 | 1,3 | 0,6 | 0,5 | 12,4 |

#### Play-off
| Anno     | Squadra         | PG | PT | MP   | TC%  | 3P%  | TL%  | RP  | AP  | PRP | SP  | PP   |
| -------- | --------------- | -- | -- | ---- | ---- | ---- | ---- | --- | --- | --- | --- | ---- |
| 2009     | Miami Heat      | 7  | 0  | 25,4 | 38,6 | 30,8 | 76,5 | 7,3 | 1,0 | 0,3 | 1,0 | 12,1 |
| 2010     | Miami Heat      | 5  | 5  | 27,0 | 44,9 | 50,0 | 77,8 | 5,8 | 0,6 | 0,8 | 0,0 | 10,4 |
| 2014     | Miami Heat      | 4  | 0  | 5,8  | 50,0 | -    | 33,3 | 1,0 | 0,5 | 0,0 | 0,0 | 2,8  |
| 2016     | Houston Rockets | 5  | 0  | 16,0 | 47,8 | 33,3 | 85,7 | 4,2 | 0,6 | 0,2 | 0,0 | 10,4 |
| 2017     | Milwaukee Bucks | 4  | 0  | 12,0 | 35,0 | 60,0 | 0,0  | 2,3 | 0,3 | 0,3 | 0,3 | 4,3  |
| Carriera | Carriera        | 25 | 5  | 18,6 | 42,3 | 38,5 | 67,5 | 4,6 | 0,6 | 0,3 | 0,3 | 8,7  |

#### Massimi in carriera
- Massimo di punti: 42 vs Sacramento Kings (10 novembre 2010)[4]
- Massimo di rimbalzi: 16 vs New York Knicks (12 aprile 2009)
- Massimo di assist: 9 vs Los Angeles Lakers (16 novembre 2012)
- Massimo di palle rubate: 5 (2 volte)
- Massimo di stoppate: 4 vs Portland Trail Blazers (17 dicembre 2010)
- Massimo di minuti giocati: 48 vs New Orleans Hornets (5 gennaio 2011)

## Palmarès

### Club
- Chinese Basketball Association: 1

2019

### Individuale
- McDonald's All-American Game: 1

2007
- NBA All-Rookie First Team: 1

2009
- CBA All-Star : 2

2015, 2016
- MVP dell'All-Star Game CBA: 2

2015, 2016
- CBA International MVP: 1

2016

## Controversie
Il 3 settembre 2008, al Rookie Transition Program della NBA, è rimasto coinvolto in un incidente insieme a Mario Chalmers e Darrell Arthur. La polizia è entrata nella camera di Chalmers e Arthur alle due della mattina dopo l'attivazione di un allarme antincendio, dichiarando che nella stanza c'era un forte odore di marijuana, ma che non era stato trovato nulla e che non erano state formulate accuse formali. Chalmers e Arthur sono stati esclusi dal campo e in seguito multati di 20.000 dollari a testa per aver saltato il campo, ma non hanno ricevuto multe o sospensioni per reati legati alla droga. Entrambi hanno in seguito negato qualsiasi coinvolgimento con la droga. La ESPN aveva inizialmente dichiarato che anche Beasley era presente nella camera, ma che non gli era stato chiesto di abbandonare il campo. L'articolo è stato in seguito modificato e ogni riferimento a Beasley è stato rimosso. Il successivo 18 settembre Beasley è stato multato di 50.000 dollari dall'NBA, dopo essere stato obbligato da Pat Riley, presidente degli Heat, a dichiarare che era presente anche lui nella stanza, ma era scappato dalla porta all'arrivo della polizia.
Il 24 agosto 2009 è entrato in un centro di riabilitazione, pochi giorni dopo aver caricato una foto sul suo profilo di Twitter nella quale era presente quello che molti hanno ritenuto uno spinello. Non è chiaro se Beasley fosse stato ricoverato per problemi di droga, ma è stato in seguito dichiarato che Beasley aveva ricevuto delle cure per problemi legati allo stress.
Il 26 giugno 2011 è stato fermato da un poliziotto in un quartiere di Minneapolis per eccesso di velocità. Il poliziotto aveva notato che nell'auto c'era un forte odore di marijuana e avrebbe inoltre trovato una borsa piena di marijuana sotto il sedile del passeggero. Beasley ha tuttavia dichiarato che la marijuana non apparteneva a lui, ma ad un amico che aveva appena scaricato. Beasley è stato tuttavia multato e schedato.
Sempre nel 2011 ha preso parte insieme all'amico Kevin Durant ad un torneo di playground svoltosi a New York. Il 4 agosto 2011 ha disputato una partita al Dyckman Park, nel quartiere di Inwood. Beasley era nella squadra 914, mentre Durant era nella squadra Nike. Per tutta la partita uno spettatore ha continuato a deridere Beasley. Ad un certo punto, mentre un giocatore della squadra avversaria stava effettuando un tiro libero, Beasley si è avvicinato allo spettatore; poco dopo è nato un diverbio, durante il quale Beasley ha colpito lo spettatore al volto.
Nonostante dopo aver firmato con i Suns avesse dichiarato che i suoi problemi con la marijuana fossero definitivamente terminati, il 6 agosto 2013 viene arrestato dalla polizia di Scottsdale (Arizona) dopo aver trovato la droga nella sua macchina: gli agenti, insospettiti dall'odore della sostanza nella sua Mercedes al momento del fermo, hanno rinvenuto tre spinelli contenenti marijuana. A causa dell'arresto è stato in seguito tagliato dai Suns.